# NGC 5178
NGC 5178 ist eine 14,0 mag helle Linsenförmige Galaxie mit aktivem Galaxienkern vom Hubble-Typ S0/a im Sternbild Jungfrau auf der Ekliptik. Sie ist schätzungsweise 276 Millionen Lichtjahre von der Milchstraße entfernt und hat einen Durchmesser von etwa 100.000 Lichtjahren.
Zusammen mit 2MASX J13293420+1138105 bildet sie das Galaxienpaar Holm 522. Gemeinsam mit NGC 5171, NGC 5176, NGC 5177 und NGC 5179 bildet sie eine kleine Galaxiengruppe.
Das Objekt wurde am 11. Mai 1883 von Ernst Wilhelm Leberecht Tempel mit einem 10,5-Zoll-Refraktor entdeckt.